# Näherungskoordinaten
Näherungskoordinaten werden in der Geodäsie bei der Berechnung eines Vermessungsnetzes benötigt, um eine Ausgleichung zur Minimierung unvermeidlicher kleiner Messabweichungen durchführen zu können.
Die Näherungskoordinaten der beteiligten Punkte dienen zur Linearisierung der für den Ausgleich anzusetzenden Beobachtungsgleichungen. Man erhält sie aus einer vorläufigen Durchrechnung des Netzes oder einer früheren Vermessung des Gebietes. Wenn noch keine rechnerischen Grundlagen vorhanden sind, wird bisweilen auch eine grafische Bestimmung der genäherten Punktlagen aus einer Karte oder einer Punktskizze vorgenommen.
Als Ergebnis der Ausgleichung erhält man Koordinatenverbesserungen, die zu den Näherungskoordinaten addiert das optimale, widerspruchsfreie Netz ergeben.